# روب جارنر
روب جارنر هو لاعب هوكي الجليد كندي، ولد في 17 أغسطس 1958 في Weston, Toronto ‏ في كندا.

## وصلات خارجية
- روب جارنر على موقع دوري الهوكي الوطني (الإنجليزية)
- روب جارنر على موقع قاعة مشاهير الهوكي (لاعب أن.إتش.أل) (الإنجليزية)
- روب جارنر على موقع EliteProspects.com (الإنجليزية)
- روب جارنر على موقع HockeyDB.com (الإنجليزية)
- روب جارنر على موقع Hockey-Reference.com (الإنجليزية)